# 張稷 (明朝)
張稷（1437年—1485年），字世用，直隸揚州府高郵州寶應縣人，民籍。明朝政治人物。進士出身。

## 生平
成化四年（1468年）戊子科應天鄉試第十五名。成化八年（1472年）壬辰科會試三十四名，殿試登進士第三甲第四十一名。户部觀政，授太常寺博士，擢授四川道監察御史，监光禄寺，出按福建，成化二十一年乙巳閏四月二十九日卒，年四十九。著有《竹西稿》。

## 家族
曾祖父張穀成。祖父張仲仁。父亲張彥明。娶許氏，封孺人。